# Udenfor Loven (film fra 1917)
|  | For andre betydninger, se Udenfor Loven |
Udenfor Loven (originaltitel: Bond of Fear) er en amerikansk stum western fra 1917 instrueret af Jack Conway.

## Medvirkende
- Roy Stewart som Cal Nelson.
- Belle Bennett som Mary Jackson.
- Melbourne MacDowell som McClure.
- George Webb som John McClure.